# Stichting Free a Girl
Stichting Free a Girl is een Nederlandse stichting die in 2008 door Arjan Erkel, Roelof van Laar, Evelien Hölsken en Yolanthe Cabau werd opgericht onder de naam Stichting Stop Kindermisbruik. In 2013 werd de naam veranderd in Stichting Free a Girl.
De stichting zetelt in Haarlem en heeft kantoren in Amsterdam, Salt Lake City en Mumbai. De stichting kent betaalde en onbetaalde medewerkers. Sinds haar oprichting heeft zij bijgedragen aan de bevrijding van meer dan 7.000 meisjes.
Aan het hoofd van de organisatie staan Kelly Schut en een raad van toezicht. De stichting heeft de ANBI-status, en wordt beoordeeld door het Centraal Bureau Fondsenwerving.

## Doelstellingen
Het statutair doel van de stichting is het wereldwijd bevrijden van meisjes uit uitbuiting van kinderen in de prostitutie. De focus ligt hierbij op de bestrijding van seksuele uitbuiting van meisjes en het versterken van hun economische kansen door lobby en voorlichting. Hier wordt aandacht gevraagd voor kinderprostitutie bij overheden en rechtsprekende organen in programmalanden door campagnevoering. Daarbij dringen zij aan op implementatie van (internationale) kinderrechtenwetgeving. Daarnaast zijn er een aantal algemene doelstellingen waaronder het geven van voorlichting in plattelandsgebieden, het controleren van mensenhandel aan grensovergangen, het zorgdragen voor re-integratie nadat meisjes zijn bevrijd uit de prostitutie en de aanpak van straffeloosheid. Daders worden meestal niet juridisch vervolgd omdat slachtoffers geen aangifte doen. Dat houdt verband met de schaamtecultuur en angst voor wraak. Soms faalt ook het rechtssysteem en kan het acht tot tien jaar duren voordat een zaak wordt afgerond.

## Projecten
De stichting werkt samen met veertien partnerorganisaties in India, Nepal, Bangladesh, Thailand, Laos, Irak, Brazilië en Nederland. In deze landen worden verschillende projecten opgezet.
- Onderwijs en trainingen aan kinderen in India, Nepal en Bangladesh zodat zij de kans hebben om te ontsnappen uit een wereld van seksuele uitbuiting.
- Ondersteuning van organisaties in diverse landen die meisjes bevrijden uit de prostitutie. Deze organisaties onderzoeken waar minderjarige meisjes worden vastgehouden en doen vervolgens samen met de politie een inval. Aangezien de problematiek in de diverse landen anders is, vergt ieder land een andere aanpak.

## Acties
- In 2021 heeft de stichting de Nederlandse politiek opgeroepen om actie te ondernemen tegen de heruitgave van het satirische boek "Allerlei ontucht" uit 1971 van Drs. P. Volgens de stichting verheerlijkte het boek incest en commerciële seksuele uitbuiting van kinderen.[11]
- In juni 2022 was Free a Girl betrokken bij de arrestatie van Nederlandse pedoactivisten Nelson M. in Mexico en Marthijn U. en Lesley L. in Ecuador.[12][13] Ze staan bekend als leden van de verboden Vereniging MARTIJN en de politieke partij Partij voor Naastenliefde, Vrijheid en Diversiteit.
- In 2023 eiste de stichting dat kinderboekenschrijver Pim Lammers geen uitnodiging zou krijgen om het kinderboekenweekgedicht te schrijven. De reden daarvoor was dat hij in 2016 in een literair verhaal voor volwassenen, een intieme relatie tussen een voetbaltrainer en een pupil had beschreven. De stichting bestempelde het verhaal als 'een verheerlijkende boodschap over pedofilie'.[14] Lammers besloot zich na een hetze op sociale media en doodsbedreigingen terug te trekken. De stichting bleef bij haar standpunt.[15][16]